# Денисенко Олександр Іванович
Денисенко Олександр Іванович (нар. 06. 12. 1929, с. Мала Білозерка Великобiлозер. р-ну Запорiзької обл.) — український науковець, гірничий інженер-збагачувач, закінчив Дніпропетровський гірничий інститут 1953 р., доктор технічних наук (1984), професор (1986), працював у гірничому університеті у 1962—1996 р.
У 1953–62 — на Дніпропетровському коксохімічному заводі. Напрями наукових досліджень: збагачення вугілля, залiз. та марганц. руд, каолінiв, титано-цирконiєвих розсипів; пiдготовка, збагачення i використання вiдходiв гiрн.-збагачувал. комбiнатiв; очищення промислових стiчних вод; забруднення поверхні землi солями та радiонуклiдами.
У 1983 р. доцент О.І. Денисенко підготував та захистив докторську дисертацію на тему «Моделювання та технологія процесу гідравлічної класифікації у відцентрових апаратах», у якій було узагальнено досягнення наукової школи кафедри в галузі гравітаційних методів збагачення корисних копалин та здійснено комплексний підхід до моделювання
гідродинамічних явищ у гідроциклонах та технології гідравлічної класифікації.
За керівництва Денисенка О.І. свої дисертації захистили:
В.Т. Соколюк (1976), Ю.А. Марголін, А.Ю. Красуля (1981), П.І. Панков, В.С. Мехальчишин (1986), А.А. Нетребський (1988), Б.М. Малий (1989).

## Основні роботи
- Основы научных исследований. Горное дело: Учеб. пособие / Е. Г. Баранов, В. А. Бунько, О. В. Колоколов, А. И. Денисенко, А. П. Жендринский — К., Донецк: Вища школа, 1984. — 176 с.
- Практикум по обогащению полезных ископаемых: Учеб. пособие для студ. горн. и горнометаллург. спец. вузов / Н. Г. Бедрань, А. И. Денисенко, Е. Е. Серго, Н. Т. Анисимов, Ю. А. Коряков-Савойский, В. И. Кривощеков, В. З. Козин, П. И. Пилов, О. И. Темченко, Л. А. Цыбулько, В. С. Харламов, А. П. Шаленный, А. Н. Шломин.  М.: Недра, 1991. — 526 с.
- Бесшаровое измельчение руд. Москва, 1968;
- Угли Западного Донбасса. Москва, 1971;
- Повышение износостойкости горно-обогатительного оборудования. Москва, 1992